# 绒毛素馨
绒毛素馨（学名：Jasminum hongshuihoense）为木犀科素馨属的植物，为中国的特有植物。分布在中国大陆的云南、广西、贵州等地，生长于海拔300米至1,000米的地区，多生长在山坡沟边及林缘，目前尚未由人工引种栽培。

## 异名
- Jasminum tomentosum S. Y. Bao
- Jasminum tomentosum S. Y. Bao ex P. Y. Bai